# Lon Chaney
För Lon Chaney den yngre, se Lon Chaney, Jr.

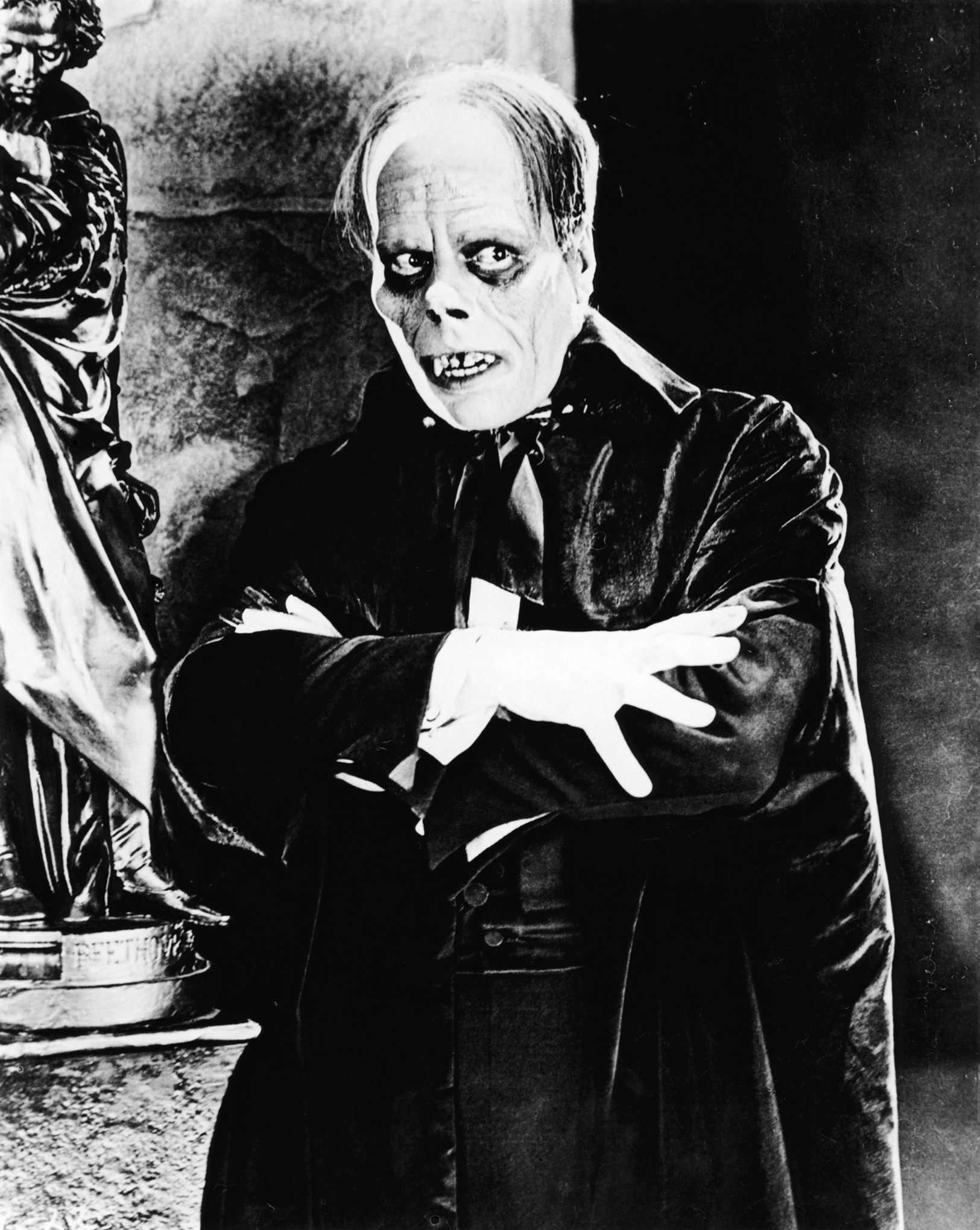
Chaney i Fantomen på Stora operan (1925).

Lon Chaney, född Leonidas Frank Chaney den 1 april 1883 i Colorado Springs i Colorado, död 26 augusti 1930 i Hollywood i Los Angeles i  Kalifornien, var en amerikansk skådespelare, makeup-artist, regissör och manusförfattare. Chaney anses vara en av de mest mångsidiga och kraftfulla aktörerna från stumfilmseran, känd för sina gestaltningar av plågade, förvridna och ofta groteska karaktärer, samt för sin banbrytande makeup. Han är känd för sina roller i skräckfilmer som Ringaren i Notre Dame (1923) och Fantomen på Stora operan (1925). Hans förmåga att omvandla sig med hjälp av sminktekniker som han själv utvecklade renderade honom smeknamnet "The Man of a Thousand Faces".

## Biografi
Lon Chaney föddes som barn till döva föräldrar; Frank Chaney (som var av engelsk och fransk härkomst) och Emma Kennedy (irländsk amerikan). Från unga år lärde han sig att kommunicera via pantomim och olika ansiktsuttryck. Han fick arbete på Colorado Springs opera som scenmålare, och fick småroller då och då. Vid 17 års ålder gav han sig ut på turné som skådespelare och gjorde sin filmdebut 1912.
Chaney medverkade i cirka 150 filmer. Han är framför allt ihågkommen som en pionjär i skräckfilmer som stumfilmerna Ringaren i Notre Dame (1923) och Fantomen på Stora operan (1925). Hans första och enda ljudfilm var The Unholy Three från 1930. Filmen som blev Chaneys sista innan hans död var en nyinspelning av stumfilmen från 1925 med samma namn, även den med Chaney i en av rollerna.
Hans förmåga att omvandla sig själv utan sofistikerad make-up gav honom smeknamnet "Man of a Thousand Faces" (ungefär "Mannen med tusen ansikten").
Chaney dog av lungcancer, och begravdes i Forest Lawn Memorial Park Cemetery, i Glendale, Kalifornien.
Lon Chaney har en stjärna på Hollywood Walk of Fame och 1994 hedrades han med ett frimärke designat av karikatyristen Al Hirschfeld. I filmbiografin Man of a Thousand Faces från 1957, porträtterades Chaney av James Cagney.
Chaneys son, Creighton Chaney, blev också skådespelare efter sin fars död, och tog artistnamnet Lon Chaney, Jr. Han blev liksom sin far känd för sin medverkan i skräckfilmer, särskilt Varulven från 1941.

## Filmografi i urval
- 1916 –	The Grasp of Greed
- 1916 –	If My Country Should Call
- 1916 –	The Place Beyond the Winds
- 1916 –	The Price of Silence
- 1917 –	Triumph
- 1917 –	The Scarlet Car
- 1918 –	Broadway Love
- 1918 –	Riddle Gawne
- 1919 – The False Faces
- 1919 – The Wicked Darling
- 1919 – A Man's Country
- 1919 – The Miracle Man
- 1919 – Paid in Advance
- 1919 – When Bearcat Went Dry
- 1919 – Victory
- 1920 – The Gift Supreme
- 1920 – The Penalty
- 1920 – Nomads of the North
- 1920 – Outside the Law
- 1921 – The Ace of Hearts
- 1922 – The Trap
- 1922 – Flesh and Blood
- 1922 – The Light in the Dark
- 1922 – Oliver Twist
- 1922 – Sargade hjärtan
- 1923 – The Shock
- 1923 – Ringaren i Notre Dame
- 1924 – Han som får örfilarna
- 1925 – Kejsarn av Portugallien
- 1925 – The Monster
- 1925 – Fantomen på Stora operan
- 1925 – The Unholy Three
- 1926 – The Blackbird
- 1926 – The Road to Mandalay
- 1926 – Det brinner i öster
- 1927 – The Unknown
- 1927 – London After Midnight
- 1928 – Skratta Pajazzo
- 1928 – While the City Sleeps
- 1928 – West of Zanzibar
- 1929 – Halvblod
- 1929 – Stål mot stål
- 1930 – The Unholy Three